# Mùa bão Đông Bắc Thái Bình Dương 2015
Mùa bão Đông Bắc Thái Bình Dương 2015 được công nhận là mùa bão Đông Bắc Thái Bình Dương hoạt động mạnh thứ hai từng được ghi nhận; với kỷ lục 31 áp thấp nhiệt đới; 26 bão nhiệt đới, chỉ kém con số kỷ lục 27 cơn của mùa bão 1992; 16 bão cuồng phong bằng với kỷ lục của các mùa bão 1990, 1992, 2014; và kỷ lục 11 cơn bão lớn hình thành. 2015 cũng là mùa bão hoạt động mạnh kỷ lục tại vùng Trung tâm Thái Bình Dương—một phần của Đông Bắc Thái Bình Dương nằm giữa đường đổi ngày quốc tế và kinh tuyến 140°T—với 15 xoáy thuận nhiệt đới hình thành hoặc di chuyển vào khu vực này. Ngoài ra, đây còn là mùa bão hoạt động mạnh thứ hai nếu xét về chỉ số năng lượng xoáy thuận tích lũy (ACE), với tổng cộng 284 đơn vị ACE. Mùa bão chính thức bắt đầu vào ngày 15 tháng 5 trên Đông Bắc Thái Bình Dương và ngày 1 tháng 6 tại Trung tâm Thái Bình Dương; và cả hai cùng kết thúc vào ngày 30 tháng 11—những thời điểm quy ước phân định khoảng thời gian tập trung hầu hết xoáy thuận nhiệt đới hình thành mỗi năm trên Đông Bắc Thái Bình Dương. Tuy nhiên, xoáy thuận nhiệt đới có thể hình thành vào bất kỳ thời điểm nào trong năm, điều này đã được thể hiện với việc một áp thấp nhiệt đới hình thành vào ngày 30 tháng 12 và tan vào ngày 1 tháng 1 năm 2016. Sự hoạt động mạnh mẽ của mùa bão được cho một phần là do sự xuất hiện của một đợt El Niño mạnh.
Một điểm đáng chú ý khác của mùa bão Đông Bắc Thái Bình Dương 2015 đó là cơn bão Patricia khi mà nó đã trở thành cơn bão mạnh nhất từng ghi nhận ở Tây bán cầu vào ngày 23 tháng 10 với trị số áp suất trung tâm 872 mbar và sức gió duy trì một phút 215 dặm/giờ. Bên cạnh đó Patricia còn là cơn bão Đông Bắc Thái Bình Dương mạnh nhất tại thời điểm đổ bộ lên đất liền từng ghi nhận.

## Dự báo mùa bão
Vào ngày 10 tháng 4 năm 2015, Cơ quan Khí tượng Quốc gia Mexico (SMN) đã đưa ra những cái nhìn đầu tiên của họ về mùa bão Đông Bắc Thái Bình Dương, với dự đoán số lượng 19 cơn bão nhiệt đới, 11 bão cuồng phong, và 4 bão (cuồng phong) lớn. Tổ chức này trình bày một danh sách các mùa bão có những điều kiện khí quyển và đại dương tương tự, gồm mùa bão 1982, 1986, 1991, 1994, 2002 và 2014. Vào ngày 27 tháng 5, Trung tâm Dự báo Khí hậu (CPC) thuộc Cơ quan Khí quyển và Đại dương Quốc gia Hoa Kỳ cũng đã đưa ra những nhận định về mùa bão 2015, dự đoán có 70% khả năng đây là mùa bão hoạt động mạnh hơn trung bình với 15-22 cơn bão được đặt tên (bão nhiệt đới), 7-12 bão cuồng phong, 5-8 bão cuồng phong lớn, và tổng chỉ số năng lượng xoáy thuận tích lũy (ACE) vào khoảng 110-190% trung bình. Ngoài việc hai tổ chức viện dẫn rằng El Niño tăng cường sẽ dẫn đến mùa bão hoạt động tăng cường, CPC còn nhấn mạnh sự khác biệt giữa mô hình nhiệt độ bề mặt đại dương toàn cầu năm 2015 so với giai đoạn 1995-2014.
Mùa bão kết thúc với các con số vượt xa mọi dự báo: 26 bão nhiệt đới, 16 bão cuồng phong, 11 cơn bão lớn, và tổng chỉ số ACE bằng hơn 200% trung bình.

## Tóm lược mùa bão

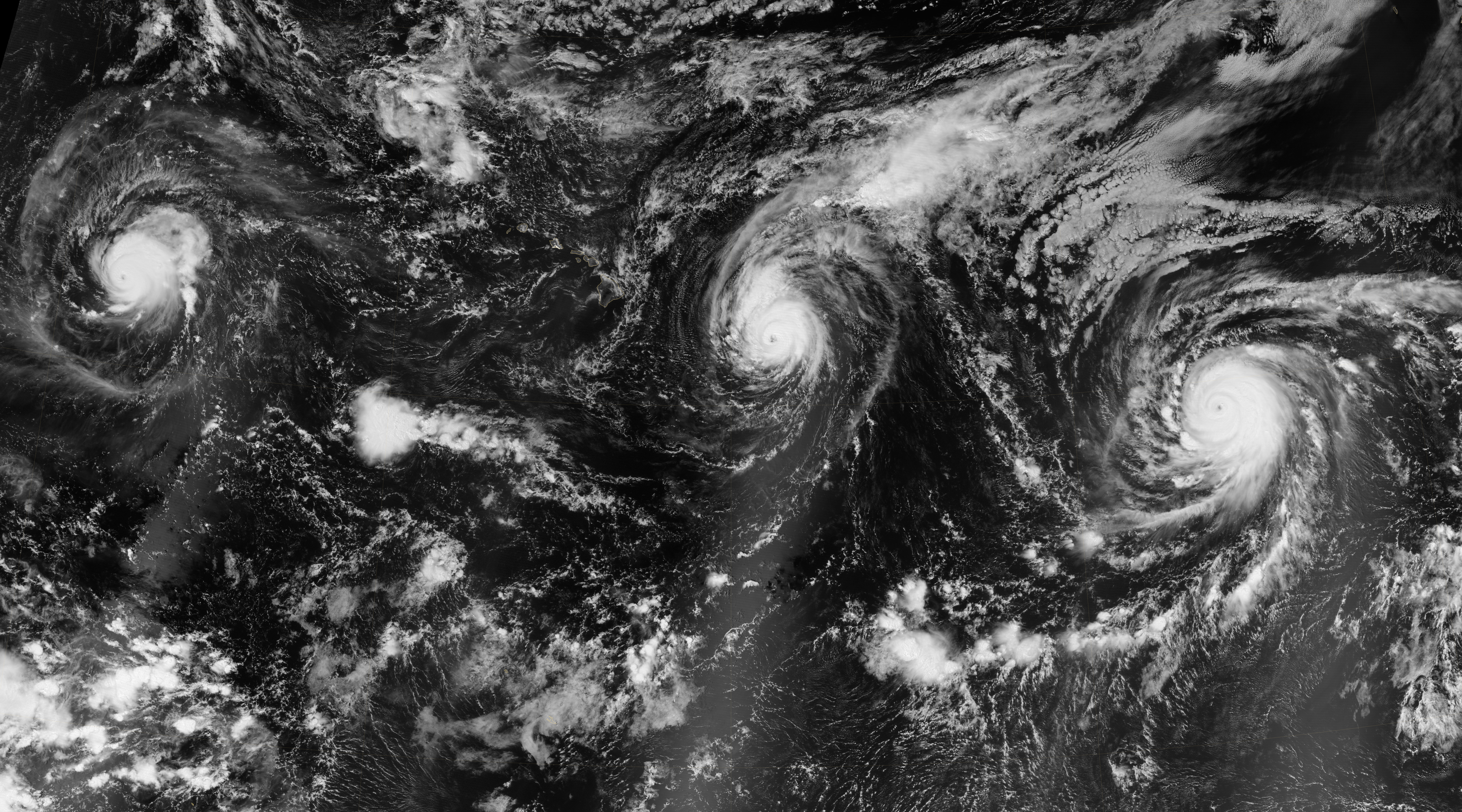
Các cơn bão Kilo (trái), Ignacio (giữa), và Jimena (phải), tất cả đều đạt cường độ bão lớn (cấp 3 trở lên), cùng hoạt động trên khu Trung tâm và Đông Bắc Thái Bình Dương trong ngày 30 tháng 8

Chỉ số năng lượng xoáy thuận tích lũy (ACE) của mùa bão là 159,3725 đơn vị tại Đông Thái Bình Dương và 124,2475 đơn vị ở vùng Trung tâm Thái Bình Dương. Tống chỉ số ACE là 283,62.

## Các cơn bão

### Bão Andres
Vào ngày 23 tháng 5, Trung tâm Bão Quốc gia Hoa Kỳ (NHC) bắt đầu theo dõi tiềm năng có thể có sự hình thành của một xoáy thuận nhiệt đới trên vùng biển phía Nam Mexico. Hai ngày sau, một vùng thời tiết nhiễu động rộng lớn xuất hiện và dần phát triển thành áp thấp nhiệt đới 01-E vào thời điểm 09:00 UTC ngày 28 tháng 5. Với sự tăng cường những dải mây xoắn ốc và sự tăng kích thước của khối mây trung tâm dày đặc, áp thấp nhiệt đới đã được nâng cấp lên thành bão nhiệt đới Andres sáu giờ sau. Di chuyển theo hướng Tây - Tây Bắc và cuối cùng là Tây Bắc, cơn bão tăng cường ổn định bất chấp độ đứt gió mức trung bình ở phía Bắc. Vào thời điểm 21:00 UTC ngày 29 tháng 5, Andres mạnh lên thành bão cấp 1 và vào lúc 15:00 UTC ngày hôm sau là bão cấp 2. Mặc dù những dự báo không nhận định Andres sẽ mạnh thêm, nhưng hệ thống đã trải qua một giai đoạn tăng cường mãnh liệt trong ngày hôm sau, trở thành một trong số chỉ 5 cơn bão đạt cấp độ bão lớn (cấp 3 trở lên) trong tháng 5 trên Đông Bắc Thái Bình Dương từng được ghi nhận tại thời điểm 21:00 UTC. Sang ngày 1 tháng 6, Andres tiếp tục mạnh lên thành bão cấp 4 vào lúc 03:00 UTC trước khi đạt đỉnh trong cùng ngày với sức gió 145 dặm/giờ (230 km/giờ). Sau đó, hệ thống đi vào vùng nước lạnh và một môi trường kém thuận lợi hơn khiến nó suy yếu. Trong vài ngày tiếp theo, Andres tiếp tục giảm cấp và đến ngày mùng 3, NHC xác định rằng hệ thống đã suy yếu xuống thành bão nhiệt đới. Sang ngày mùng 4, Andres được chỉ định là một vùng thấp tàn dư.
Hơi ẩm từ những tàn dư của Andres đã mang đến mưa nhỏ cho một số vùng Tây Nam nước Mỹ. Tại Phoenix, Arizona đã lần đầu tiên đo được một lượng mưa trong ngày 5 tháng 6 kể từ năm 1896. Lượng ẩm này còn vươn rộng tới Colorado, mang đến những cơn mưa dông rải rác.

### Bão Blanca
Một sóng nhiệt đới được NHC theo dõi từ cuối ngày 27 đã sản sinh ra một vùng áp suất thấp yếu trên vùng biển phía Nam Acapulco, Mexico hai ngày sau. Bị cản trở bởi những cơn gió trên tầng cao mạnh từ bão Andres, vùng nhiễu động tổ chức chậm chạp thành áp thấp nhiệt đới thứ hai của mùa bão tại thời điểm 22:30 UTC ngày 31 tháng 5; và là bão nhiệt đới Blanca ngày hôm sau. Hệ thống ít di chuyển do chế độ dòng dẫn yếu; và vào ngày 2 tháng 6 nó bắt đầu tăng cường nhanh chóng dưới những điều kiện môi trường trên cao thuận lợi. Vào lúc 21:00 UTC cùng ngày, Blanca được nâng cấp lên thành bão (cuồng phong) cấp 1. Tiếp đến là sự xuất hiện của một con mắt lỗ kim, và Blanca đã được nâng cấp lên thành bão cấp 4 vào lúc 15:00 UTC ngày 3 tháng 6. Một thời gian ngắn sau, cơn bão đạt đỉnh với vận tốc gió 140 dặm/giờ (220 km/giờ). Ở trong một môi trường thuận lợi, những dự đoán ban đầu nhận định Blanca sẽ đạt đến một cường độ có thể là mạnh hơn; tuy vậy, bởi một yếu tố hiếm gặp đã khiến hệ thống suy yếu. Do ít di chuyển, cơn bão đã làm vùng nước lạnh phía dưới trồi lên trên bề mặt, một số địa điểm nhiệt độ nước trên bề mặt giảm từ 30 °C xuống còn 21 °C. Kết quả là Blanca phân rã nhanh chóng kể từ sáng sớm ngày mùng 4. Sang ngày mùng 5, máy bay thám trắc bay vào bên trong cơn bão và phát hiện ra Blanca lúc này đã suy thoái xuống chỉ còn bão cấp 1. Ngày hôm sau, khi đã di chuyển ra khỏi vùng nước lạnh, Blanca nhanh chóng tăng cường trở lại và một lần nữa đạt cấp độ 4 với vận tốc gió 130 dặm/giờ (215 km/giờ). Sau đó, nước lạnh và độ đứt gió phía Đông Nam thúc đẩy một quá trình suy yếu thứ hai. Sau khi suy yếu xuống thành bão nhiệt đới trong ngày mùng 7, Blanca đổ bộ lên địa điểm gần Puerto Cortés vào khoảng 12:00 UTC ngày mùng 8 với sức gió 45 dặm/giờ (75 km/giờ) và trở thành xoáy thuận nhiệt đới đổ bộ sớm nhất trong năm lên bán đảo Baja California từng được ghi nhận kể từ năm 1949. Tiếp đó, Blanca suy yếu thành áp thấp nhiệt đới trước khi thoái hóa xuống thành một vùng thấp tàn dư trong sáng sớm ngày mùng 9.
Vào ngày 3 tháng 6, những cảnh báo đề phòng đã được phát đi khắp vùng miền Nam bán đảo Baja California và phần lớn vùng Tây Mexico, do nguy cơ tác động từ cơn bão. Một tập hợp 3.300 lính từ Hải quân và Lục quân Mexico đã được triển khai đến bang Baja California Sur để đảm bảo sự an toàn cho người dân. Trên toàn Baja California Sur, gió mạnh đã làm hư hỏng hệ thống đường dây khiến 104.106 người lâm vào tình cảnh không có điện. Tuy nhiên, chỉ trong vòng 12 tiếng, điện đã được phục hồi khoảng 90%. Những tàn dư của Blanca sau này đã đem đến mưa quý giá cho vùng Nam California. Kỷ lục lượng mưa trong ngày đã bị phá vỡ ở một số nơi, mặc dù lượng tích lũy nhìn chung thấp dưới 25 mm. Ngập lụt nhỏ đã xảy ra tại quận Santa Barbara, California.

### Bão Carlos
Vào cuối ngày 2 tháng 6, NHC đã nhận định về tiềm năng hình thành một vùng thời tiết nhiễu động trên vùng biển phía Nam El Salvador và Guatemala trong những ngày tiếp theo. Dự báo đã trở thành hiện thực vào sáng sớm ngày mùng 7, khi đối lưu bắt đầu tăng cường liên kết với một rãnh áp thấp phía Nam vịnh Tehuantepec. Di chuyển chậm theo hướng Tây Bắc, vùng nhiễu động đã có những sự tổ chức đủ để được phân loại là một áp thấp nhiệt đới vào lúc 21:00 UTC ngày 10 tháng 6. Sang ngày hôm sau, hệ thống tiếp tục mạnh lên thành bão nhiệt đới Carlos tại thời điểm 15:00 UTC. Mặc dù những cơn gió trên tầng cao mạnh đã làm chậm quá trình tăng cường độ, nhưng sự xuất hiện của một con mắt méo mó trên ảnh vệ tinh đã thúc đẩy NHC nâng cấp Carlos lên thành bão cuồng phong cấp 1 vào lúc 15:00 UTC ngày 13. Tuy nhiên, nước lạnh trồi lên trên bề mặt do tốc độ di chuyển chậm của cơn bão đã khiến nó suy yếu đi một chút. Trong ba ngày tiếp theo, cường độ của Carlos dao động giữa bão nhiệt đới mạnh và bão cuồng phong yếu, trước khi mạnh trở lại thành bão cấp 1 mạnh. Dẫu vậy, chỉ vài giờ sau, cơn bão đã suy yếu nhanh chóng do điều kiện trở nên bất lợi. Đến ngày 17, Carlos suy thoái thành một vùng thấp tàn dư.
Những cơn gió mạnh đã làm đổ một số cây cối và cột điện tại vùng duyên hải Guerrero.

### Bão Ela
Vào ngày 2 tháng 7, Trung tâm Bão Quốc gia Hoa Kỳ (NHC) bắt đầu theo dõi một nhiễu động nhiệt đới yếu. Hệ thống sau đó dần tăng cường và đến ngày mùng 8 vùng nhiễu động đã trở thành áp thấp nhiệt đới Four-E; ngay trước khi nó đi vào khu vực trách nhiệm của Trung tâm Bão Trung tâm Thái Bình Dương (CPHP). Sang ngày hôm sau, áp thấp nhiệt đới đã mạnh lên thành bão nhiệt đới Ela. Sau 18 tiếng ở cường độ bão nhiệt đới, Ela đã suy yếu xuống thành áp thấp nhiệt đới trong sáng sớm ngày mùng 10, trước khi tiếp tục thoái hóa thành một vùng thấp tàn dư sáu tiếng sau.
Ela là một trong số chỉ năm xoáy thuận nhiệt đới hình thành và đạt cấp độ áp thấp nhiệt đới trên khu vực Đông Bắc Thái Bình Dương nhưng không được đặt tên cho đến khi đi vào vùng Trung tâm Thái Bình Dương; các cơn bão còn lại là Lala năm 1984, Li 1984, Iniki 1992 và Lana 2009. Nó đồng thời còn là cơn bão hình thành sớm thứ ba trong năm trên Trung tâm Thái Bình Dương sau bão Ekeka và Hali cùng trong năm 1992.Nó là một cơn bão hình thành từ 140-180T

### Bão Halola
Một nhiễu động nhiệt đới nằm trên vùng biển phía Tây Nam Hawaii đã tổ chức thành áp thấp nhiệt đới One-C vào ngày 10 tháng 7. Sang sáng sớm hôm sau, hệ thống đã phát triển thành bão nhiệt đới Halola. Trong ngày 12, Halola vượt đường đổi ngày quốc tế và đi vào Tây Bắc Thái Bình Dương, khu vực chịu phụ trách của Cơ quan Khí tượng Nhật Bản.
Sau khi nó vượt đường đổi ngày quốc tế và được đặt tên là Goring. 

### Bão Iune
Vào ngày 10 tháng 7, một vùng nhiễu động nhiệt đới đã mạnh lên thành áp thấp nhiệt đới 02C. Bởi đối lưu tăng cường gần trung tâm, Trung tâm Bão Trung tâm Thái Bình Dương (CPHP) đã nâng cấp hệ thống lên thành bão nhiệt đới Iune trong ngày hôm sau. Nhưng do cơn bão có kích cỡ nhỏ và gió trên tầng cao tác động, hoàn lưu của nó trở nên bị lộ ra và Iune đã suy yếu xuống thành áp thấp nhiệt đới trong ngày 12. Sang ngày 13, Iune thoái hóa xuống thành vùng thấp tàn dư và hoàn lưu còn sót lại của nó di chuyển chậm về phía Tây. Những tàn dư của cơn bão vẫn tiếp tục hướng về phía Tây và vươn tới kinh tuyến 180 vào ngày 17 tháng 7.

### Bão Dolores
Một sóng đông đã vượt Trung Mỹ và đi vào khu vực Đông Thái Bình Dương. Vào ngày 11 tháng 7, hệ thống được tuyên bố là áp thấp nhiệt đới Five-E. Sau đó, áp thấp nhiệt đới mạnh lên nhanh chóng thành bão nhiệt đới Dolores, rồi là bão cuồng phong vào sáng sớm ngày 13. Một ngày sau, Dolores tăng cường mãnh liệt thành bão cấp 4. Đến khi cơn bão di chuyển phía trên đảo Socorro, nó bắt đầu quá trình suy yếu đều đặn. Vào sáng sớm ngày 17, Dolores suy yếu xuống bão nhiệt đới, trước khi thoái hóa xuống thành một vùng thấp tại vị trí cách vùng duyên hải Baja California khoảng 300 dặm về phía Tây trong tối ngày 18.
Lượng ẩm từ những tàn dư của cơn bão đã mang đến mưa kỷ lục cho vùng Nam California; tổng lượng mưa ghi nhận trong tháng bao gồm 51 mm tại San Diego, 33 mm tại Los Angeles, 29 mm tại Paso Robles. Tại những ngọn đồi và núi nằm về phía Đông quận San Diego, lượng mưa đã vượt quá 100 mm. Điều này có tác dụng giúp đỡ các lính cứu hỏa kiểm soát vụ cháy rừng Cajon Pass 2015, nhưng nó cũng khiến một cây cầu bị cuốn trôi dọc theo xa lộ liên bang 10.

### Bão Enrique
Vào ngày 12 tháng 7 một vùng nhiễu động nhiệt đới đã được nâng cấp lên thành áp thấp nhiệt đới 06-E. Tiếp đó áp thấp nhiệt đới dần mạnh lên thành bão nhiệt đới Enrique. Nằm trong một môi trường không thuận lợi, Enrique rất khó khăn để tăng cường độ. Hệ thống đạt đỉnh với sức gió 50 dặm/giờ (85 km/giờ) trong ngày 15 tháng 7. Sau đó, nước lạnh và không khí ổn định làm hạn chế đối lưu. Bất chấp điều kiện bất lợi, Enrique vẫn duy trì cường độ bão nhiệt đới yếu cho đến ngày hôm sau. Vào chiều ngày 16 Enrique bị giáng cấp xuống còn áp thấp nhiệt đới, nhưng trong sáng sớm ngày 17 nó lại được nâng cấp lên thành bão nhiệt đới. Đến chiều ngày hôm đó, Enrique một lần nữa được nhận định suy yếu xuống áp thấp nhiệt đới, trước khi trở thành một vùng thấp tàn dư vào tối cùng ngày. Enrique không tác động đến đất liền. Những tàn dư của cơn bão đã vòng lại về phía Đông trong hai ngày tiếp theo.

### Bão Felicia
Vào ngày 19 tháng 7, một sóng nhiệt đới đã được NHC theo dõi. Hệ thống sau đó di chuyển vào vùng nước lạnh, làm giảm khả năng phát triển. Dù vậy, đến ngày 23, nó đã được công nhận là bão nhiệt đới với tên gọi Felicia. Cơn bão luôn duy trì trạng thái là bão nhiệt đới yếu, trước khi giảm cấp xuống còn áp thấp nhiệt đới và tiếp đến là một vùng thấp tàn dư trong ngày 25 tháng 7.

### Bão Hilda
Cấp bão Hoa Kỳ: 120 hải lý /giờ - Bão lớn cấp 4. Áp suất: 946 mbar (hPa)

### Áp thấp nhiệt đới 11-E
Một hệ thống áp suất thấp đã phát triển thành áp thấp nhiệt đới 11-E vào ngày 16 tháng 8. Di chuyển theo hướng Tây - Tây Bắc đến một khu vực có những điều kiên môi trường bất lợi, áp thấp nhiệt đới đã không thể mạnh thêm và cuối cùng tan trong ngày 18 tháng 8.

### Bão Kilo
Vào ngày 20 tháng 8 một vùng áp suất thấp nằm tại địa điểm phía Nam Hawaii đã phát triển thành áp thấp nhiệt đới 03-C. Tiếp theo áp thấp nhiệt đới mạnh lên nhanh chóng thành bão nhiệt đới Kilo và tiếp tục mạnh thêm. Mặc dù môi trường là thuận lợi, Kilo đã suy yếu xuống còn áp thấp nhiệt đới trong ngày 23 tháng 8. Hệ thống duy trì cấp độ áp thấp nhiệt đới trong ba ngày tiếp theo. Dù là không ổn định, hoàn lưu rộng lớn của Kilo đã làm gia tăng lượng ẩm dẫn đến mưa lớn cục bộ tại Hawaii. Sau khi cơn bão Loke gần đó di chuyển lên phía Bắc và tan trong ngày 26, Kilo đã có thể mạnh lên thành một cơn bão nhiệt đới. Sang ngày hôm sau, Kilo đạt cấp độ bão cuồng phong. Đến ngày 29 tháng 8, Kilo tăng cường nhanh chóng thành một cơn bão lớn khi nó nằm gần đường đổi ngày quốc tế. Vào ngày 30, Kilo đạt đỉnh là một cơn bão cấp 4 với sức gió 140 dặm/giờ cùng áp suất tối thiểu 940 mbar. Kilo là một trong ba cơn bão lớn đồng thời tồn tại trên vùng đại dương phía Đông đường đổi ngày quốc tế cùng với Ignacio và Jimena, sự kiện lần đầu tiên được ghi nhận trong lịch sử. Sau khi đạt đỉnh, cơn bão di chuyển chậm theo hướng Tây Bắc với cường độ dao động giữa bão cấp 3 và 4, trước khi suy yếu xuống dưới cấp độ bão cuồng phong lớn khi những điều kiện trở nên ít thuận lợi hơn. Vào ngày 1 tháng 9 Kilo vượt đường đổi ngày quốc tế và trở thành một cơn bão của khu vực Tây Bắc Thái Bình Dương. Với quãng thời gian hoạt động tổng cộng 22 ngày (tính cả trên khu vực Tây Bắc Thái Bình Dương), Kilo là một trong những xoáy thuận nhiệt đới tồn lại lâu nhất từng được ghi nhận.

### Bão Ignacio
Vào ngày 25 tháng 8, một vùng áp suất thấp đã hình thành và phát triển thành áp thấp nhiệt đới 12-E, trước khi tiếp tục mạnh thêm thành bão nhiệt đới Ignacio. Ban đầu Ignacio di chuyển theo hướng Tây - Tây Bắc, đặt ra một mối đe dọa cho Hawaii. Vào ngày 26, Ignacio trở thành bão cấp 1, đồng thời vẫn giữ quỹ đạo hướng đến Hawaii. Trong vài ngày tiếp theo, cơn bão rất khó khăn để có thể tăng cường do gặp phải độ đứt gió trung bình. Sau khi độ đứt gió giảm xuống, Ignacio đã có thể mạnh lên nhanh chóng thành một cơn bão cuồng phong lớn vào ngày 29 với sức gió 115 dặm/giờ. Tại thời điểm đó, Đảo Lớn của Hawaii đã được đặt dưới một Tropical Storm Watch (đề phòng bão nhiệt đới) khi hòn đảo bắt đầu cảm nhận những tác động từ sóng cao. Tiếp theo Ignacio tiếp tục mạnh lên nhanh chóng, đạt đỉnh là một cơn bão cấp 4 với sức gió 145 dặm/giờ cùng áp suất tối thiểu 942 mbar trong ngày 30. Ignacio là một trong ba cơn bão cấp 4 tồn tại đồng thời trên vùng đại dương phía Đông đường đổi ngày quốc tế, sự kiện lần đầu tiên được ghi nhận trong lịch sử. Một thời gian sau, cơn bão suy yếu khi gặp phải môi trường bất lợi hơn. Trong quá trình suy yếu Ignacio đã di chuyển qua phía Bắc chuỗi đảo Hawaii, gây ra một vài tác động nhỏ. Vào ngày 1 tháng 9 Ignacio suy yếu xuống còn bão nhiệt đới, trước khi tan vài giờ sau. Những tàn dư của Ignacio tiếp tục di chuyển lên phía Bắc, sau đó chuyển sang Đông Bắc hướng đến miền Tây Canada. Đến ngày 8 tháng 9, những tàn dư ngoại nhiệt đới của Ignacio di chuyển vào đất liền bang British Columbia, mang đến mưa nhỏ và một ít mây.

### Bão Kevin
Vào ngày 25 tháng 8, một sóng nhiệt đới đã vượt qua Trung Mỹ. Mặc dù ban đầu nó chỉ tạo ra được những đợt bùng phát đối lưu ngắn ngủi, nhưng quá trình tổ chức chậm chạp cuối cùng cũng dẫn tới sự hình thành của một áp thấp nhiệt đới vào lúc 18:00 UTC ngày 31 tháng 8 tại địa điểm nằm về phía Nam Baja California. Di chuyển theo hướng Tây Bắc rồi đến Bắc - Tây Bắc, áp thấp nhiệt đới mạnh lên thành bão nhiệt đới Kevin lúc 18:00 UTC ngày hôm sau trong khi vẫn đang phải chống chọi lại độ đứt gió mức trung bình. Sau khi đạt đỉnh với sức gió 60 dặm/giờ (95 km/giờ) trong ngày 3 tháng 9, một sự tăng cường độ của những cơn gió trên tầng cao đã khiến cho hoàn lưu mực thấp và trung của Kevin trở nên bị dịch chuyển. Với việc mất đi toàn bộ đối lưu sâu, Kevin bị giáng cấp xuống còn một vùng thấp lúc 12:00 UTC ngày 5 tháng 9. Hoàn lưu còn lại của cơn bão trôi dạt theo hướng Tây Bắc và tan vào ngày hôm sau.

### Bão Linda
Vào đầu tháng 9, một tổ hợp những đám mây bắt đầu kết hợp với nhau tạo thành một hệ thống nhiệt đới. Đến thời điểm 03:00 UTC ngày 6 tháng 9, mức độ tổ chức đã là đủ để chúng được chỉ định là áp thấp nhiệt đới 15-E. Mười hai giờ sau, áp thấp nhiệt đới mạnh lên thành bão nhiệt đới Linda và duy trì quỹ đạo ổn định là Tây Bắc. Nhờ việc có một lượng lớn đối lưu sâu hình thành quanh tâm, Linda mạnh lên nhanh chóng thành một cơn bão cuồng phong cũng sau mười hai giờ kể từ lúc nó được nâng cấp lên thành bão nhiệt đới. Tiếp đó Linda đạt trạng thái bão cấp 2 và duy trì cường độ này trong một khoảng thời gian trước khi mạnh lên rất nhanh thành một cơn bão cấp 3. Tuy nhiên chỉ chưa đầy một ngày sau, Linda đã suy yếu nhanh chóng do độ đứt gió tăng lên và nhiệt độ nước đại dương giảm. Cơn bão tan vào ngày 10 tháng 10.

### Áp thấp nhiệt đới 16-E
Một vùng nhiễu động nhiệt đới đã phát triển thành áp thấp nhiệt đới 16-E vào ngày 20 tháng 9. Ngày hôm sau, hệ thống đổ bộ lên Baja California và gây ra lũ lụt. Sau đó trong cùng ngày, áp thấp nhiệt đới suy thoái xuống còn một vùng thấp tàn dư. Tuy nhiên, vùng thấp này đã mang một lượng ẩm rất lớn đến vùng Sa mạc Tây Nam, Đại Bình nguyên Bắc Mỹ và Thượng Trung Tây. Trong ngày 23 tháng 9, lượng ẩm đã gây mưa lớn tạo ra lũ lụt tại những khu vực này. Lượng mưa lớn nhất ghi nhận được là 8 inch tại Council Bluffs, Iowa. Tại El Fuerte, Sinaloa, thiệt hại sơ bộ ước tính đạt 17,7 triệu USD.

### Bão Niala
Vào ngày 25 tháng 9, một vùng áp suất thấp đã phát triển thành áp thấp nhiệt đới 06-C. Không lâu sau áp thấp nhiệt đới đã được nâng cấp lên thành bão nhiệt đới Niala, và cơn bão di chuyển theo hướng Tây - Tây Bắc hướng đến Hawaii. Niala đạt đỉnh vào ngày hôm sau. Bởi độ đứt gió cao, Niala tiếp đó đã suy yếu và tan trong sáng sớm ngày 29.

### Bão Marty
Vào ngày 10 tháng 9, một sóng nhiệt đới đã di chuyển ra ngoài khơi bờ biển Tây Phi. Duy trì quỹ đạo ổn định là Tây, sóng nhiệt đới tiến vào Đông Thái Bình Dương với trạng thái đối lưu sâu bao bọc xung quanh một trung tâm rõ nét; điều này đã dẫn tới sự hình thành của một áp thấp nhiệt đới tại địa điểm cách Acapulco, Mexico khoảng 335 dặm (540 km) về phía Tây Nam vào thời điểm 18:00 UTC ngày 26 tháng 9. Áp thấp nhiệt đới sau đó di chuyển lên phía Bắc và mạnh lên thành bão nhiệt đới Marty sáu giờ sau. Nằm trong một môi trường thuận lợi, Marty đạt cấp độ bão cuồng phong tại thời điểm 12:00 UTC ngày 28 tháng 9 trước khi đạt đỉnh với sức gió 80 dặm/giờ (130 km/giờ) không lâu sau. Tiếp theo, độ đứt gió bất lợi đã không những ngăn không cho cơn bão tiếp tục tăng cường mà còn khiến nó suy yếu một cách nhanh chóng. Marty lần lượt bị giáng cấp xuống còn bão nhiệt đới vào lúc 06:00 UTC ngày 29 tháng 9 rồi còn là vùng thấp một ngày sau. Vùng thấp tàn dư này cuối cùng đã tan hoàn toàn tại địa điểm phía Nam đường bờ biển Mexico trong ngày 4 tháng 10.
Tại Sonora, những trận mưa lũ từ tàn dư của cơn bão đã khiến 35.000 người mất nhà cửa. Lũ lụt tại Guaymas cũng làm hư hại 800 ngôi nhà và 400 chiếc xe; bên cạnh đó là ba trường hợp bị thương.

### Bão Oho
Một vùng nhiễu động di chuyển chậm trên khu vực phía Đông Nam Hawaii đã phát triển thành áp thấp nhiệt đới 07-C trong ngày 3 tháng 10. Nằm trong một môi trường thuận lợi, áp thấp nhiệt đới nhanh chóng mạnh lên thành bão nhiệt đới Oho, điều này đã đánh dấu kỷ lục 12 xoáy thuận nhiệt đới trong năm hình thành hoặc di chuyển vào vùng Trung tâm Thái Bình Dương. Tiếp theo Oho tăng cường chậm khi dần tăng tốc về phía Đông Bắc và trở thành một cơn bão cấp 2 vào ngày 7 tháng 10. Cơn bão được cho là đạt đỉnh với sức gió 105 dặm/giờ cùng áp suất 957 mbar. Sang ngày hôm sau, Oho, cùng với Ignacio trở thành hai cơn bão duy nhất của mùa bão vượt qua vĩ tuyến 35°B và duy trì những đặc điểm nhiệt đới trong khi vẫn giữ trạng thái bão nhiệt đới hoặc mạnh hơn. Oho chuyển đổi thành xoáy thuận ngoại nhiệt đới trong cùng ngày. Tàn dư của Oho, một xoáy thuận ngoại nhiệt đới trung bình, sau đó đã di chuyển vào vùng Alaska.

### Bão Nora
Vào ngày 9 tháng 10, một vùng nhiễu động di chuyển về phía Tây đã phát triển thành áp thấp nhiệt đới 18-E. Duy trì quỹ đạo di chuyển chậm về phía Tây, áp thấp nhiệt đới đã mạnh lên thành bão nhiệt đới Nora không lâu sau đó. Sau khi chuyển hướng Tây - Tây Bắc, Nora tiếp tục mạnh lên và được dự báo là sẽ đạt cấp độ bão cuồng phong. Tuy nhiên cơn bão đạt đỉnh với sức gió 70 dặm/giờ cùng áp suất 993 mbar lúc nó đã đi vào vùng Trung tâm Thái Bình Dương, tiệm cận cường độ cuồng phong. Tiếp theo Nora vẫn duy trì quỹ đạo Tây Bắc và gặp phải những điều kiện bất lợi hơn làm nó suy yếu nhanh chóng trước khi tan vào ngày 15 tháng 10.

### Bão Olaf
Nguồn gốc của bão Olaf là từ một vùng áp suất thấp rộng lớn xuất hiện lần đầu vào ngày 10 tháng 10. Ban đầu, vùng thấp biểu lộ một vài dấu hiệu của sự tổ chức, tuy nhiên không lâu sau, đối lưu liên kết với nó suy giảm do những điều kiện nhất thời là bất lợi. Dù sao, cuối cùng hệ thống đã tái tổ chức, và vào ngày 15 tháng 10 nó đã được chỉ định là áp thấp nhiệt đới 19-E. Bất chấp việc nằm trong một môi trường thuận lợi, áp thấp nhiệt đới không phát triển mà thực tế còn suy yếu không lâu sau khi hình thành. Đến ngày 17 tháng 10, nhờ cấu trúc đã cải thiện, áp thấp nhiệt đới được nâng cấp lên thành bão nhiệt đới Olaf. Khi mà những điều kiện vẫn duy trì ở mức hết sức thuận lợi, Olaf bắt đầu mạnh lên, trở thành một cơn bão cuồng phong trong ngày 18 với những dấu hiệu bắt đầu xuất hiện một con mắt nằm trong vùng đối lưu sâu có tổ chức. Vào thời điểm Olaf mạnh lên thành bão cấp 1 lúc 09:00 UTC ngày 18 tháng 10, nó đã trở thành cơn bão cuồng phong hình thành tại vị trí có vĩ độ thấp nhất (9,4°B) trên Đông Bắc Thái Bình Dương kể từ năm 1971 khi bắt đầu có những tài liệu đáng tin cậy. Tiếp theo Olaf mạnh lên ngày một nhanh và đến ngày hôm sau nó đã đạt cấp độ bão lớn với một con mắt rõ nét; khi đó nó cũng trở thành cơn bão lớn hình thành tại vị trí có vĩ độ thấp nhất trên Đông Bắc Thái Bình Dương từng ghi nhận. Quá trình tăng cường nhanh chóng tiếp tục diễn ra, và sáu tiếng sau Olaf được nâng cấp lên thành cơn bão cấp 4 thứ 8 của mùa bão. Di chuyển theo hướng Tây Bắc hướng đến Hawaii, cơn bão tiến vào vùng Trung tâm Thái Bình Dương và đạt đỉnh với sức gió 150 dặm/giờ cùng áp suất 938 mbar.
Sau khi duy trì cường độ tối đa trong khoảng 12 giờ, Olaf suy yếu xuống còn bão cấp 3 do chu trình thay thế thành mắt bão. Mặc dù mắt bão lại xuất hiện một lần nữa trên ảnh vệ tinh, nhưng những ngọn mây đã trở nên ấm hơn, và Olaf suy yếu xuống dưới ngưỡng bão lớn khi nó vòng về hướng Bắc do sự tác động của một rãnh thấp. Tuy nhiên, bất chấp những điều kiện thuận lợi ít ỏi, những ngọn mây liên kết với Olaf đã lạnh trở lại và cơn bão đạt một đỉnh cường độ thứ hai với sức gió 120 dặm/giờ. Tiếp theo, sự kết hợp của các yếu tố nhiệt độ nước trên bề mặt giảm và độ đứt gió theo chiều thẳng đứng ở mức không phù hợp cuối cùng cũng dần diệt trừ được cơn bão một cách hiệu quả; và mặc dù mắt bão vẫn có thể quan sát trên ảnh vệ tinh cho đến ngày 25 tháng 10, cấu trúc đối lưu của Olaf đã xuống cấp. Sau khi mắt bão đã biến mất, Olaf bị giáng cấp xuống còn bão nhiệt đới trong ngày 25 tháng 10. Rãnh thấp giờ đây kéo Olaf về phía Đông quay trở lại vùng Đông Bắc Thái Bình Dương vào ngày 26, khiến nó trở thành xoáy thuận nhiệt đới duy nhất di chuyển từ vùng Đông Bắc vào Trung tâm, rồi lại quay trở lại Đông Bắc Thái Bình Dương từng được ghi nhận. Sau đó trong cùng ngày, khi mà phần đối lưu sâu cuối cùng của Olaf tiếp tục bị tước đi, nó đã bị giáng cấp xuống còn một vùng thấp bất chấp việc vẫn tạo ra được những cơn gió mạnh. Vùng thấp tàn dư của Olaf dần suy yếu rồi tan vào ngày 27 tháng 10.

### Bão Patricia
Áp thấp nhiệt đới 20-E hình thành vào ngày 20 tháng 10 ngoài khơi vùng duyên hải Mexico. Ban đầu hệ thống tăng cường chậm, trở thành bão nhiệt đới Patricia trong cùng ngày hôm đó. Từ sáng sớm ngày 21 Patricia phát triển rất nhanh và đạt cấp độ bão cuồng phong vào cuối ngày. Ngày hôm sau, quá trình tăng cường mãnh liệt bắt đầu, và Patricia mạnh lên từ một cơn bão nhiệt đới thành bão cấp 5 trong vòng 24 giờ, tốc độ tăng cường sánh hàng với các cơn bão Linda năm 1997 và Wilma năm 2005. Vài tiếng sau, Patricia đạt sức gió 185 dặm/giờ (295 km/giờ) cùng áp suất trung tâm 892 mbar (hPa; 26.34 inHg), trở thành xoáy thuận nhiệt đới mạnh nhất từng được ghi nhận trên vùng Thái Bình Dương phía Đông đường đổi ngày quốc tế. Chưa dừng lại ở đó, Patricia tiếp tục mạnh thêm, đạt đến sức gió 215 dặm/ giờ (345 km/giờ) cùng áp suất trung tâm 872 mbar (hPa; 25,75 inHg), trở thành xoáy thuận nhiệt đới mạnh nhất từng được ghi nhận ở Tây bán cầu, vượt qua bão Wilma. Sau khi trải qua giai đoạn mạnh nhất, Patricia suy yếu nhanh gần tương tự như lúc nó tăng cường; chỉ 30 tiếng kể từ thời điểm đạt đỉnh, cơn đại cuồng phong đã giảm cấp xuống còn một vùng thấp vào lúc 16:00 CDT ngày 24 tháng 10. Tuy nhiên, trước đó, Patricia cũng đã đổ bộ vào Tây Mexico với cường độ đủ để khiến nó trở thành cơn bão Đông Bắc Thái Bình Dương mạnh nhất từng đổ bộ đất liền.

### Bão Rick
Vào ngày 3 tháng 11, một sóng nhiệt đới di chuyển ra ngoài khơi bờ biển Tây Phi và khoảng hai tuần sau nó đi vào vùng Đông Bắc Thái Bình Dương. Những nhiễu động gặp phải một vùng đối lưu nằm trong dải hội tụ nhiệt đới, cuối cùng chúng kết hợp hình thành nên một áp thấp nhiệt đới vào thời điểm 12:00 UTC ngày 18 tháng 11 tại địa điểm cách cực Nam Baja California 715 dặm (1.150 km) về phía Nam - Đông Nam. Chịu sự tác động của độ đứt gió mức vừa phải phía Tây Nam, áp thấp nhiệt đới tăng cường chậm thành bão nhiệt đới Rick và đó cũng là lúc nó đạt đỉnh với sức gió 40 dặm/giờ (65 km/giờ) tại thời điểm 12:00 UTC ngày 19 tháng 11. Di chuyển theo hướng Tây - Tây Bắc trong một môi trường có độ ẩm thấp, cơn bão không thể trở nên mạnh hơn và cuối cùng nó đã suy yếu thành áp thấp nhiệt đới vào lúc 06:00 UTC ngày 22 tháng 11, trước khi tiếp tục suy thoái xuống thành một vùng thấp 12 giờ sau. Vùng thấp sau đó di chuyển theo hướng Tây Bắc rồi đến Đông Nam, cuối cùng tan vào sáng sớm ngày 26 tháng 11.

### Bão Sandra
Khoảng tối ngày 23 tháng 11, một vùng áp suất thấp nằm cách Acapulco 465 dặm về phía Nam - Tây Nam đã phát triển thành áp thấp nhiệt đới 22-E. Nhờ độ đứt gió ở mức thấp và nhiệt độ nước biển cao, áp thấp nhiệt đới đã mạnh lên nhanh chóng thành bão nhiệt đới Sandra. Trong ngày 25, Sandra mạnh lên rất nhanh thành cơn bão lớn thứ 11 của mùa bão và sang ngày hôm sau, nó đã trở thành cơn bão Đông Bắc Thái Bình Dương cấp 4 hình thành muộn nhất từng được ghi nhận. Thêm vào đó, với trị số áp suất 935 millibars, Sandra đã vượt qua Kenneth năm 2011 để trở thành cơn bão mạnh nhất từng ghi nhận trong tháng 11 ở Đông Bắc Thái Bình Dương; đồng thời nó cũng đạt sức gió duy trì một phút 145 dặm/giờ (230 km/giờ) cao nhất trong tháng 11 ngang bằng với Kenneth. Dù vậy, cường độ này không được duy trì lâu, khi mà độ đứt gió theo chiều thẳng đứng cao đã nhanh chóng tác động làm suy yếu cơn bão. Tuy nhiên, chiều hôm đó, Sandra tái tăng cường trong một khoảng thời gian ngắn, với con mắt bị mây che phủ bỗng trở nên rõ nét. Sự tăng cường này chỉ diễn ra trong vòng sáu giờ, và sau đó Sandra tiếp tục suy yếu nhanh chóng khi mà những điều kiện ngày càng trở nên bất lợi. Vào ngày 28 tháng 11, Sandra suy thoái xuống thành một vùng thấp, sau khi độ đứt gió cao đã tước đi toàn bộ phần đối lưu còn lại của nó. Không lâu sau, hoàn lưu của cơn bão tan biến trước khi nó kịp đổ bộ lên đất liền.

### Áp thấp nhiệt đới 09-C
Mặc dù mùa bão đã chính thức kết thúc từ khoảng một tháng trước đó, nhưng việc những điều kiện thuận lợi đột nhiên xuất hiện ở vùng Trung tâm Thái Bình Dương đã dẫn tới sự hình thành của áp thấp nhiệt đới 09-C vào ngày 31 tháng 12 tại một địa điểm có vĩ độ rất thấp. Áp thấp nhiệt đới này đã không vươn được tới cấp độ bão nhiệt đới, khiến cho số lượng bão nhiệt đới của mùa bão Đông Bắc Thái Bình Dương 2015 thấp hơn chỉ một chút so với kỷ lục của mùa bão 1992. Tại thời điểm mạnh nhất, áp thấp nhiệt đới có trị số áp suất và sức gió duy trì một phút lần lượt là 35 dặm/giờ và 1001 mbar. Đến ngày 1 tháng 1 năm 2016, áp thấp nhiệt đới không còn có thể duy trì được sự tồn tại của mình, và khi mà đối lưu đã tan rã, hệ thống bị giáng cấp xuống còn một vùng thấp trong cùng ngày, đánh dấu thời điểm kết thúc muộn kỷ lục của một mùa bão Đông Bắc Thái Bình Dương. Hơi ẩm và năng lượng từ tàn dư của áp thấp nhiệt đới đồng thời cũng đã giúp sức cho sự hình thành của cơn bão Pali một tuần sau.

## Tên bão
Dưới đây là danh sách tên được sử dụng để đặt cho những cơn bão hình thành trên khu vực Đông Bắc Thái Bình Dương trong năm 2015. Những cái tên bị khai tử, nếu có, sẽ được thông báo bởi Tổ chức Khí tượng Thế giới vào mùa xuân năm 2016. Còn những cái tên không bị khai tử sẽ được sử dụng lại vào mùa bão 2021. Danh sách này trùng với danh sách từng được sử dụng trong mùa bão 2009.
| - Andres - Blanca - Carlos - Dolores - Enrique - Felicia - Guillermo - Hilda | - Ignacio - Jimena - Kevin - Linda - Marty - Nora - Olaf - Patricia | - Rick (chưa sử dụng) - Sandra (chưa sử dụng) - Terry (chưa sử dụng) - Vivian (chưa sử dụng) - Waldo (chưa sử dụng) - Xina (chưa sử dụng) - York (chưa sử dụng) - Zelda (chưa sử dụng) |

Đối với những cơn bão hình thành trên khu vực thuộc phạm vi trách nhiệm của Trung tâm Bão Giữa Thái Bình Dương, vùng địa lý phân cách bởi kinh tuyến 140°T, đường đổi ngày quốc tế, và nằm về phía Bắc xích đạo. Tất cả những cái tên được sử dụng nằm trong bộ bốn danh sách xoay vòng.
| - Ela - Halola - Iune - Kilo | - Loke - Malia - Niala - Oho | - Pali (chưa sử dụng) - Ulika (chưa sử dụng) - Walaka (chưa sử dụng) - Akoni (chưa sử dụng) |

## Tác động
Bảng dưới đây trình bày tất cả các xoáy thuận nhiệt đới hình thành trong mùa bão Đông Bắc Thái Bình Dương 2015. Trong đó bao gồm quãng thời gian hoạt động, tên bão, những khu vực chịu ảnh hưởng, cường độ (vận tốc gió duy trì 1 phút và áp suất), thiệt hại, và số người chết. Số người chết trong ngoặc (nếu có) là bổ sung và gián tiếp (một ví dụ về trường hợp chết gián tiếp do bão là tai nạn giao thông), nhưng vẫn liên quan đến cơn bão. Tổng thiệt hại về người và vật chất bao gồm cả khi cơn bão là một hệ thống ngoại nhiệt đới, một sóng nhiệt đới, hay một vùng thấp, và tất cả số liệu được tính bằng USD 2015.
| Thang bão Saffir–Simpson |     |    |    |    |    |    |
| ATNĐ                     | BNĐ | C1 | C2 | C3 | C4 | C5 |

| Andres           | 28 tháng 5 – 4 tháng 6                    | Bão cấp 4         | 145 (230) | 937  | Tây Nam Hoa Kỳ                                                              | 0        | 0      |  |
| Blanca           | 31 tháng 5 – 9 tháng 6                    | Bão cấp 4         | 145 (230) | 936  | Tây Mexico, Quần đảo Revillagigedo, Bán đảo Baja California, Tây Nam Hoa Kỳ | 0,133    | 4      |  |
| Carlos           | 10 – 17 tháng 6                           | Bão cấp 1         | 90 (150)  | 978  | Tây Nam Mexico, Tây Mexico                                                  | 1,1      | 0      |  |
| Ela              | 8 – 10 tháng 7                            | Bão nhiệt đới     | 40 (65)   | 1003 |                                                                             | 0        | 0      |  |
| Halola           | 10 – 12 tháng 7                           | Bão nhiệt đới     | 60 (95)   | 999  |                                                                             | 0        | 0      |  |
| Iune             | 10 – 13 tháng 7                           | Bão nhiệt đới     | 40 (65)   | 1003 |                                                                             | 0        | 0      |  |
| Dolores          | 11 – 19 tháng 7                           | Bão cấp 4         | 130 (215) | 944  | Tây Nam Mexico, Tây Mexico, Bán đảo Baja California, Tây Nam Hoa Kỳ         | 50       | 0      |  |
| Enrique          | 12 – 18 tháng 7                           | Bão nhiệt đới     | 50 (85)   | 1000 |                                                                             | 0        | 0      |  |
| Felicia          | 23 – 25 tháng 7                           | Bão nhiệt đới     | 40 (65)   | 1004 |                                                                             | 0        | 0      |  |
| 08-E             | 27 tháng 7 – 30 tháng 7                   | Áp thấp nhiệt đới | 35 (55)   | 1007 |                                                                             | 0        | 0      |  |
| Guillermo        | 29 tháng 7 – 7 tháng 8                    | Bão cấp 2         | 110 (175) | 967  | Hawaii, Bắc California                                                      | 0        | 0      |  |
| Hilda            | 6 – 14 tháng 8                            | Bão cấp 4         | 140 (220) | 946  |                                                                             | 0        | 0      |  |
| 11-E             | 16 – 18 tháng 8                           | Áp thấp nhiệt đới | 35 (55)   | 1003 |                                                                             | 0        | 0      |  |
| Kilo             | 20 tháng 8 – 1 tháng 9                    | Bão cấp 4         | 140 (220) | 940  | Hawaii, Rạn san hô vòng Johnston                                            | 0        | 0      |  |
| Loke             | 21 – 26 tháng 8                           | Bão cấp 1         | 75 (120)  | 985  | Hawaii                                                                      | 0        | 0      |  |
| Ignacio          | 25 tháng 8 – 5 tháng 9                    | Bão cấp 4         | 145 (230) | 942  | Hawaii, Tây Canada                                                          | 0        | 0      |  |
| Jimena           | 26 tháng 8 – 10 tháng 9                   | Bão cấp 4         | 150 (240) | 936  | Hawaii                                                                      | 0        | 0      |  |
| Kevin            | 31 tháng 8 – 5 tháng 9                    | Bão nhiệt đới     | 60 (95)   | 998  | Bán đảo Baja California, Tây Nam Hoa Kỳ                                     | 0        | 0      |  |
| Linda            | 6 – 10 tháng 9                            | Bão cấp 3         | 125 (205) | 950  | Sinaloa, Oaxaca, Zacatecas, Quần đảo Revillagigedo, Nam California          | 3,73     | 22     |  |
| Malia            | 19 – 22 tháng 9                           | Bão nhiệt đới     | 40 (65)   | 1001 | Hawaii                                                                      | 0        | 0      |  |
| 16-E             | 20 – 21 tháng 9                           | Áp thấp nhiệt đới | 35 (55)   | 1002 | Bán đảo Baja California, Tây Bắc Mexico, Tây Nam Hoa Kỳ                     | 17,7     | 1      |  |
| Niala            | 25 – 29 tháng 9                           | Bão nhiệt đới     | 65 (100)  | 992  | Hawaii                                                                      | 0        | 0      |  |
| Marty            | 26 tháng 9 – 1 tháng 10                   | Bão cấp 1         | 80 (130)  | 986  | Tây Nam Mexico, Tây Mexico                                                  | Không rõ | 0      |  |
| Oho              | 3 – 8 tháng 10                            | Bão cấp 2         | 110 (175) | 957  |                                                                             | 0        | 0      |  |
| 08-C             | 3 – 4 tháng 10                            | Áp thấp nhiệt đới | 35 (55)   | 1001 |                                                                             | 0        | 0      |  |
| Nora             | 9 – 15 tháng 10                           | Bão nhiệt đới     | 70 (110)  | 993  |                                                                             | 0        | 0      |  |
| Olaf             | 15 – 27 tháng 10                          | Bão cấp 4         | 150 (240) | 938  |                                                                             | 0        | 0      |  |
| Patricia         | 20 tháng 10 – 24 tháng 10                 | Bão cấp 5         | 215 (345) | 872  | Trung Mỹ, Mexico, Texas                                                     | 407,4    | 8 (5)  |  |
| Rick             | 18 – 22 tháng 11                          | Bão nhiệt đới     | 40 (65)   | 1002 |                                                                             | 0        | 0      |  |
| Sandra           | 23 – 28 tháng 11                          | Bão cấp 4         | 145 (230) | 935  | Bán đảo Baja California, Tây Bắc Mexico                                     | 0        | 0      |  |
| 09-C             | 31 tháng 12 năm 2015 – 1 tháng 1 năm 2016 | Áp thấp nhiệt đới | 35 (55)   | 1001 |                                                                             | 0        | 0      |  |
| Tổng hợp mùa bão |                                           |                   |           |      |                                                                             |          |        |  |
| 31 XTNĐ          | 28 tháng 5 năm 2015 – 1 tháng 1 năm 2016  |                   | 215 (345) | 872  | '                                                                           | 480,063  | 35 (5) |  |